# Пештан
Пештан је река у Србији десна притока реке Колубаре. Име је добио по веома песковитом кориту.
Извире на северој страни планине Букуље. Тече у правцу југоисток–северозапад. После 33 km тока, улива се у Колубару код Вреоца. Некада се Пештан уливао у Колубару код села Дражевац (Обреновац), био је дуг 45 km и био је Колубарина најдужа притока.